# Triangolo di Weimar

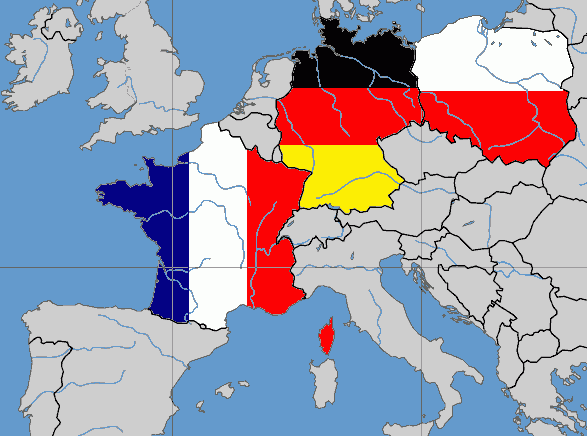
Mappa del Triangolo di Weimar

Il Triangolo di Weimar è un'alleanza commerciale creata nel 1991, che unisce Polonia, Germania e Francia. Il gruppo intende promuovere la cooperazione tra i tre paesi in momenti di crisi. 

## Storia
Si sostanzia soprattutto sotto forma di vertici tra i leader di questi tre paesi e dei loro ministri degli esteri. Il vertice più recente dei leader si è svolto il 7 febbraio 2011. Le riunioni precedenti si sono svolte a Poznań (1998), Nancy (1999), Hambach (2001) e Nancy, (2005). I vertici dei ministri degli Esteri sono stati più regolari, almeno fino al 2016.
Il vertice tea leadet del 2011 è stato ospitato dal presidente polacco Bronisław Komorowski e vi hanno partecipato il presidente Nicolas Sarkozy (Francia) e la cancelliera Angela Merkel (Germania). Tra i vari altri argomenti, si è discusso di questioni relative al rinnovo delle riunioni regolari dell'organismo, della situazione egiziana e del miglioramento delle relazioni con la Russia. Sia la Germania sia la Francia hanno esortato la Polonia ad aderire al patto per la competitività.

## Weimar+
Il nome di Weimar+ appare per la prima volta il 13 febbraio 2025, in una nota riguardante la guerra in Ucraina, nella quale, oltre alle firme di Francia, Germania e Polonia, comparivano anche l'Italia, la Spagna e il Regno Unito. 
Weimar+ è un'alleanza diplomatica e geopolitica che l'originario sodalizio regionale del Triangolo di Weimar, aprendo quest'ultimo ad altre importanti potenze europee. Il gruppo è stato istituito in risposta immediata ai mutamenti nella politica estera degli Stati Uniti nei confronti del conflitto russo-ucraino in corso e dell'architettura di sicurezza transatlantica sotto l'amministrazione Trump, in particolare dopo una conversazione telefonica del presidente degli Stati Uniti Donald Trump con il presidente russo Vladimir Putin, che escludeva l'Europa dai negoziati relativi all'Ucraina. 
Il gruppo promuove la sovranità europea in senso ampio e l'influenza geopolitica indipendente dagli Stati Uniti, in particolare per quanto riguarda la continuità degli aiuti all'Ucraina e i potenziali aumenti della spesa militare di ciascuna nazione.

## Storia
Il Triangolo di Weimar è stato istituito nella città tedesca di Weimar nel 1991, con lo scopo di aiutare l'uscita della Polonia dal governo comunista. Alla riunione erano presenti i ministri degli Esteri di ogni stato: Roland Dumas della Francia, Hans-Dietrich Genscher della Germania e Krzysztof Skubiszewski della Polonia. Genscher ha scelto Weimar per l'incontro inaugurale perché si trovava nell'ex Germania dell'Est.
Nella riunione del 1992 del Triangolo di Weimar in Francia, la Polonia ottenne l'accordo di Germania e Francia che avrebbe dovuto avere uno status di associazione speciale presso l'Unione europea occidentale, il braccio europeo della NATO.
Il 5 luglio 2011, Polonia, Francia e Germania hanno firmato un accordo a Bruxelles per mettere insieme un'unità di 1 700 soldati, chiamata Weimar Battlegroup, pronta a schierarsi nelle zone di crisi a partire dal 2013. La newsletter economica dell'UE riporta che la Polonia comanderà il gruppo, fornendo le truppe da combattimento di base e un battaglione meccanizzato, la Germania fornirà supporto logistico e la Francia fornirà supporto medico. Il centro di comando operativo avrà sede a Mont Valerien, situato in un sobborgo di Parigi.
Poco dopo il referendum sullo status della Crimea tenutosi il 16 marzo 2014, i presidenti delle commissioni per gli affari esteri del parlamento del triangolo di Weimar (Élisabeth Guigou della Francia, Norbert Röttgen della Germania e Grzegorz Schetyna della Polonia) hanno visitato Kiev per esprimere la fermezza dei loro paesi sostegno all'integrità territoriale e all'integrazione europea dell'Ucraina. Questa è stata la prima volta che i parlamentari del Triangolo di Weimar hanno fatto un viaggio congiunto in un paese terzo.
Nell'aprile 2016, il ministro degli esteri polacco Witold Waszczykowski ha dichiarato al quotidiano Gazeta Wyborcza che il triangolo di Weimar aveva perso la sua rilevanza per il suo paese.
Il 28 agosto 2016, i rappresentanti dei tre paesi hanno promesso di "rinvigorire" il triangolo di Weimar. Il ministro degli esteri tedesco Frank-Walter Steinmeier ha detto che il gruppo si riunirà prima della fine del 2016 e il ministro degli esteri francese Jean-Marc Ayrault ha detto che la Francia ospiterà un vertice nel novembre 2016. La motivazione dichiarata per questo rinvigorimento è stata la decisione del Regno Unito di lasciare l'Unione Europea, così come la crisi europea dei migranti in corso.